# 貝林克擬四鬚魮
貝林克擬四鬚魮（学名：Barbodes belinka）为輻鰭魚綱鯉形目鲤科四鬚魮屬的其中一種，分布於亞洲馬來西亞及印尼，棲息在中底層水域，體長可達23.5公分。